# Kevin Bishop
Pour les articles homonymes, voir Bishop.
Kevin Bishop est un acteur anglais, né le 18 juin 1980 à Orpington dans le Grand Londres.

## Filmographie sélective

### Cinéma
- 1996 : L'Île au trésor des Muppets de Brian Henson : Jim Hawkins
- 2002 : Food of Love de Ventura Pons : Paul Porterfield
- 2002 : L'Auberge espagnole de Cédric Klapisch : William
- 2004 : Suzie Gold (en) de Richard Cantor : Ashley Marks
- 2005 : Les Poupées russes de Cédric Klapisch : William
- 2007 : Irina Palm de Sam Garbarski : Tom
- 2011 : Ma part du gâteau de Cédric Klapisch
- 2012 : My Best Men de Stephan Elliott : Graham

### Télévision
- 2009 : FM (série télévisée) de Ian Curtis[1] & Oliver Lansley[2] : Dom Cox
- 2013-2014 : Super Fun Night (série télévisée) : Richard Royce
- 2021 : Inside No. 9 (série télévisée) : Arlo
- 2023 : Salade grecque de Cédric Klapisch : William